# Pilea cuneiformis
Pilea cuneiformis är en nässelväxtart som först beskrevs av Gaud., och fick sitt nu gällande namn av Hugh Algernon Weddell. Pilea cuneiformis ingår i släktet pileor, och familjen nässelväxter. Inga underarter finns listade i Catalogue of Life.